# An Yu-jin
An Yu-jin (kor. 안유진, ur. 1 września 2003 w Daejeon), lepiej znana jako Yujin – południowokoreańska piosenkarka. Jest liderką południowokoreańskiej grupy Ive z wytwórni Starship Entertainment. Yujin zdobyła popularność po zajęciu piątego miejsca w programie survivalowym Mnet Produce 48 w 2018 roku, następnie debiutując jako członkini grupy Iz*One, która działała w latach 2018-2021. 

## Życiorys

### Wczesne życie i edukacja
Yujin urodziła się 1 września 2003 roku. Uczęszczała do School of Performing Arts w Seulu. Off the Record, wytwórnia, pod którą była zapisana jako członkini IzOne, ujawniła w 2019 roku, że zrezygnowała ze szkoły, aby skoncentrować się na promocjach z IzOne i że będzie uczyć się w domu.

### Od 2018:Produce 48, Iz*One, działalność solowa
.Od 15 czerwca do 31 sierpnia 2018 roku Yujin reprezentowała Starship Entertainment razem z Jang Won-young i Cho Ka-hyeon w reality show Produce 48. Zajęła piąte miejsce i zadebiutowała wraz z Iz*One. Debiutancki minialbum grupy, zatytułowany Color*Iz , został wydany 29 października 2018 roku, a głównym singlem był utwór „La Vie en Rose”.
Kilka miesięcy po debiucie z Iz*One, wzięła udział w telewizyjnym konkursie wokalnym King of Mask Singer. Była najmłodszą uczestniczką w historii programu, mając 15 lat i 99 dni.
Ogłoszono, że Yujin dołączy do obsady programu MBC My Little Television V2 razem z Kim Gu-ra. Jednakże, została usunięta z obsady od 34 odcinka z powodu trwającego śledztwa dotyczącego manipulacji głosami w programie Mnet. Od marca 2021 do marca 2022 roku prowadziła program muzyczny Inkigayo razem z Sungchanem z zespołu NCT i Jihoonem z zespołu Treasure.
Po rozwiązaniu Iz*One w kwietniu 2021 roku, Yujin i jej koleżanka z grupy, Wonyoung, powróciły do Starship Entertainment jako stażystki. 1 listopada 2021 roku Starship Entertainment ogłosiło, że Yujin i Wonyoung zadebiutują w swojej nowej dziewczęcej grupie Ive 1 grudnia 2021 roku. Ive była pierwszą grupą wytwórni od debiutu Cravity w kwietniu 2020 roku i pierwszą dziewczęcą grupą od debiutu WJSN w lutym 2016 roku. Yujin i Wonyoung były pierwszymi dwoma członkiniami Ive, które zostały ujawnione. Grupa zadebiutowała z pierwszym singlem albumem Eleven.
W 2022 roku była panelistą w drugim sezonie reality show Steel Troops o „wojskowym przetrwaniu”. W tym samym roku prowadziła również program rozrywkowy tvN o nazwie Earth Arcade razem z Mimi z Oh My Girl, Lee Young-ji i Lee Eun-ji.

## Filmografia

### Programy telewizyjne
| Rok  | Tytuł                   | Rola             |
| ---- | ----------------------- | ---------------- |
| 2018 | Produce 48              | uczestniczka     |
| 2018 | King of Mask Singer     | uczestniczka     |
| 2019 | My Little Television V2 | członkini obsady |
| 2021 | King of Mask Singer     | uczestniczka     |
| 2022 | Steel Troops            | panelistka       |
| 2022 | Earth Arcade            | członkini obsady |

### Hosting
| Rok       | Tytuł              | Uwagi                 |
| --------- | ------------------ | --------------------- |
| 2021–2022 | Inkigayo           | z Jihoon, Sungchan    |
| 2022      | 28th Dream Concert | z Doyoung             |
| 2022      | SBS Gayo Daejeon   | z Key and Cha Eun-woo |